# Hà Tĩnh (Provinz)
Hà Tĩnh ist eine Provinz der nördlichen Küstenregion von Vietnam.

## Geographie
Hà Tĩnh liegt im nördlichen Teil des zentralen Vietnam, etwa 340 km südlich von Hanoi und grenzt im Norden an Nghệ An, im Süden an Quảng Bình, im Westen an Laos und im Osten an das Südchinesische Meer.

## Verwaltungsgliederung
| Verwaltungseinheiten der Provinz Hà Tĩnh | Verwaltungseinheiten der Provinz Hà Tĩnh | Verwaltungseinheiten der Provinz Hà Tĩnh |
| --- | ---------------------------------------- | ---------------------------------------- |
| \| Name \| Bevölkerung 2009 \| Unterteilung \| \| --------------------------------------------------------- \| ---------------- \| ----------------- \| \| Provinzunmittelbare Städte (thành phố trực thuộc tỉnh): 1 \| \| \| \| Hà Tĩnh \| 117.546 \| 10 phường, 6 xã \| \| Marktgemeinden (thị xã): 2 \| \| \| \| Hồng Lĩnh \| 40.805 \| 5 phường 1 xã \| \| Kỳ Anh \| 85.500 \| 6 phường 6 xã \| \| Landkreise (huyện): 10 \| \| \| \| Cẩm Xuyên \| 141.216 \| 2 thị trấn, 25 xã \| \| Can Lộc \| 127.515 \| 2 thị trấn, 21 xã \| \| Đức Thọ \| 104.536 \| 1 thị trấn, 27 xã \| \| Hương Khê \| 100.212 \| 1 thị trấn, 21 xã \| \| Hương Sơn \| 117.167 \| 2 thị trấn, 30 xã \| \| Kỳ Anh \| 120.518 \| 21 xã \| \| Lộc Hà \| 78.802 \| 13 xã \| \| Nghi Xuân \| 97.830 \| 2 thị trấn, 17 xã \| \| Thạch Hà \| 132.377 \| 1 thị trấn, 30 xã \| \| Vũ Quang \| 30.989 \| 1 thị trấn,11 xã \| |                                          |                                          |
| Name | Bevölkerung 2009                         | Unterteilung                             |
| Provinzunmittelbare Städte (thành phố trực thuộc tỉnh): 1 |                                          |                                          |
| Hà Tĩnh | 117.546                                  | 10 phường, 6 xã                          |
| Marktgemeinden (thị xã): 2 |                                          |                                          |
| Hồng Lĩnh | 40.805                                   | 5 phường 1 xã                            |
| Kỳ Anh | 85.500                                   | 6 phường 6 xã                            |
| Landkreise (huyện): 10 |                                          |                                          |
| Cẩm Xuyên | 141.216                                  | 2 thị trấn, 25 xã                        |
| Can Lộc | 127.515                                  | 2 thị trấn, 21 xã                        |
| Đức Thọ | 104.536                                  | 1 thị trấn, 27 xã                        |
| Hương Khê | 100.212                                  | 1 thị trấn, 21 xã                        |
| Hương Sơn | 117.167                                  | 2 thị trấn, 30 xã                        |
| Kỳ Anh | 120.518                                  | 21 xã                                    |
| Lộc Hà | 78.802                                   | 13 xã                                    |
| Nghi Xuân | 97.830                                   | 2 thị trấn, 17 xã                        |
| Thạch Hà | 132.377                                  | 1 thị trấn, 30 xã                        |
| Vũ Quang | 30.989                                   | 1 thị trấn,11 xã                         |

## Tourismus
Hà Tĩnh hat viele für Touristen interessante Orte. Zu den beliebten Ziele der Touristen zählen die Wasserfälle von Vũ Môn, die Gärten von Vũ Quang, der Kẻ-Gỗ-See, heiße Quellen in Sơn Kim, die Pagode von Hương Tích und schöne Strände in Thiên Cầm, Ðèo Con, Xuân Thành, Chân Tiên.

## Verkehr
2007 wurde eine Eisenbahnstrecke nach Laos vorgeschlagen.